# Koncepcjonistki
Zakon Niepokalanego Poczęcia (łac. Ordo Inmaculatae Conceptionis, siglum: OIC, pot. koncepcjonistki, koncepcjonistki franciszkanki) – żeńskie zgromadzenie zakonne istniejące od 1484 roku. 
Aktualnie na świecie istnieje ponad 160 klasztorów koncepcjonistek skupionych w kilku federacjach, głównie w krajach hiszpańskojęzycznych. Najwięcej klasztorów jest w Hiszpanii (ponad 80), mniszki licznie obecne są także w Meksyku, Brazylii i Kolumbii (w każdym kraju jest ponad 20 klasztorów) oraz w Ekwadorze (6 klasztorów). Po jednym lub dwa domy zakonu znajdują się w takich krajach jak Portugalia, Belgia, Honduras, Salwador, Peru, Boliwia, Argentyna, Gwinea Równikowa, Indie. Liczbę mniszek szacuje się na około 1800.

## Działalność
Koncepcjonistki żyją według reguły świętego Franciszka. Są wspólnotą kontemplacyjną, żyjąca w klauzurze i na modlitwie. Duchowość zakonu jest typowo maryjna. Powołaniem zakonu jest uczczenie tajemnicy Niepokalanego Poczęcia Najświętszej Maryi Panny.
W imieniu całego Kościoła siostry gromadzą się na odmawianiu Liturgii Godzin siedem razy w ciągu dnia. Swoimi modlitwami obejmują przede wszystkim grzeszników. Podejmują też ofiary, wyrzeczenia oraz modlitwy ekspiacyjne za grzechy, które ranią Matkę Bożą i Pana Jezusa.
Na swoje utrzymanie mniszki zarabiają szyjąc szaty liturgiczne, malując religijne obrazy, wypiekając komunikanty.

## Strój zakonny
Siostry noszą biały habit przepasany sznurem zakonnym. Na habit nakładają niebieski płaszcz, a na głowę biały lub czarny welon. Na szyi noszą medalion lub szkaplerz z wizerunkiem Matki Bożej. Często zarówno szkaplerz, jak i pewne elementy ubioru zakonnego (np. kolor i fason welonu) różnią się w zależności od domu zakonnego, w którym siostry żyją.

## Historia
Początki zakonu wiążą się z osobą świętej Beatriz da Silva (Beatrycze z Silvy). W młodości Beatriz była damą na dworze królowej Izabeli Portugalskiej. Królowa zazdrościła jej urody i z tego powodu kazała ją uwięzić. W więzieniu Beatriz ukazać się miała Matka Boża z Dzieciątkiem na ręku. Była ubrana w biały habit i szkaplerz przykryty niebieskim płaszczem. Maryja poleciła świętej, aby założyła zakon w celu uczczenia tajemnicy Niepokalanego Poczęcia Najświętszej Maryi Panny. Po opuszczeniu więzienia, Beatriz osiadła w klasztorze cysterek w Toledo, gdzie mieszkała 30 lat. W 1484 roku wraz z dwunastoma pobożnymi kobietami założyła w Toledo Zakon Niepokalanego Poczęcia, nadając mu regułę św. Benedykta. Pięć lat później zakon otrzymał zatwierdzenie władz kościelnych. W 1511 roku zostały zaaprobowane przez Stolicę Apostolską konstytucje. Jednocześnie siostry zamieniły regułę benedyktyńską na regułę franciszkańską, odtąd istnieją jako Siostry Franciszkanki od Niepokalanego Poczęcia Najświętszej Maryi Panny (koncepcjonistki).